# Jos Daerden
Jos Daerden (Tongeren, 1954. november 26. –) belga válogatott labdarúgó, középpályás, majd edző. Fia, Koen szintén labdarúgó.

## Mérkőzései a belga válogatottban
| #  | Dátum                | Ellenfél | Eredmény | Kiírás              | Esemény |
| -- | -------------------- | -------- | -------- | ------------------- | ------- |
| 1. | 1982. május 27.      | Dánia    | 0 – 1    | barátságos mérkőzés | 85'     |
| 2. | 1982. szeptember 22. | NSZK     | 0 – 0    | barátságos mérkőzés |         |
| 3. | 1982. október 6.     | Svájc    | 3 – 0    | Eb-selejtező        |         |
| 4. | 1982. december 15.   | Skócia   | 3 – 2    | Eb-selejtező        |         |
| 5. | 1984. február 29.    | NSZK     | 0 – 1    | barátságos mérkőzés | 46'     |

## Sikerei, díjai

### Játékosként
Standard de Liège:
- Belga bajnok: 1981-82, 1982-83
- Belga labdarúgókupa győztes: 1981
- Belga labdarúgó-szuperkupa győztes: 1981, 1983
- KEK döntős: 1981-82

### Edzőként
Lierse SK:
- Belga labdarúgó-szuperkupa győztes: 1997